# Aburria aburri
O jacu-de-barbela, jacu-entrelaçado ou guano-carunculado (Aburria aburri) é uma espécie de ave da família Cracidae.
Pode ser encontrada nos seguintes países: Colômbia, Equador, Peru e Venezuela.
Os seus habitats naturais são: florestas subtropicais ou tropicais húmidas de baixa altitude e regiões subtropicais ou tropicais húmidas de alta altitude.
Está ameaçada por perda de habitat.